# Emil Studer
Emil Studer (Suiza, 11 de mayo de 1914) fue un gimnasta artístico suizo, subcampeón olímpico en Londres 1948 en el concurso por equipos.

## Carrera deportiva
Su mayor triunfo es haber conseguido la plata en el concurso por equipos en las Olimpiadas de Londres 1948, tras los finlandeses y por delante de los húngaros, siendo sus compañeros de equipo: Karl Frei, Walter Lehmann, Robert Lucy, Michael Reusch, Josef Stalder, Christian Kipfer y Melchior Thalmann.